# Ruadh Stac Mor
Ruadh Stac Mor är ett berg i Storbritannien.   Det ligger i kommunen Highland och riksdelen Skottland, i den norra delen av landet, 800 km nordväst om huvudstaden London. Toppen på Ruadh Stac Mor är 918 meter över havet, eller 169 meter över den omgivande terrängen. Bredden vid basen är 1,2 km.
Terrängen runt Ruadh Stac Mor är huvudsakligen kuperad, men åt sydväst är den bergig.Runt Ruadh Stac Mor är det mycket glesbefolkat, med 2 invånare per kvadratkilometer. Närmaste större samhälle är Aultbea, 19,7 km nordväst om Ruadh Stac Mor. Omgivningarna runt Ruadh Stac Mor är i huvudsak ett öppet busklandskap.